# Műút (folyóirat)
A Műút 2007-ben alapított miskolci székhelyű irodalmi, művészeti és kritikai folyóirat, valamint 2013-ban indított internetes portál. Alapítója és a kezdetektől 2019-ig főszerkesztője Zemlényi Attila volt, 2019-től a főszerkesztő és a portál felelős szerkesztője Jenei László. Kiadó és a portál működtetője a Szépmesterségek Alapítvány.
A folyóirat egyik fontos célja, hogy a tartalom mellett törekedjen az artisztikus, vizuálisan érzékeny megjelenésre és a művészi tipográfia használatára is. A logó és a layout Szurcsik János munkája.
A lap állandó rovata többek között a Kikötői hírek című világirodalmi szemle, valamint a Képregény című rovat, melyben képregények, képregényrészletek és ezekre vonatkozó kritikák, tanulmányok szerepelnek.

## Története
A folyóirat 2007 óta jelenik meg a Szépmesterségek Alapítvány kiadásában. Előzményei és jogelődjei a korábban Miskolcon megjelent irodalmi, művészeti és társadalmi folyóiratok: a Napjaink, a Holnap és az Új Holnap. A Napjaink és a Holnap hagyományait folytató, ám 2006 végére anyagilag ellehetetlenült Új Holnap főszerkesztésére 2007 elején meghívásos pályázatot írt ki a lapkiadója. A kibővített kuratóriumi ülésen egyhangú döntéssel Zemlényi Attilát bízták meg a főszerkesztői teendők ellátásával, aki már pályázatában hangsúlyozta az alapvető megújulás szándékát mind a szerkesztőség összetételében, mind a lapszerkesztési koncepcióban. Ezeknek megfelelően új névvel és új formátumban jelent meg a jogutód lap első száma 2007 augusztusában, a Műút portál pedig 2013. április 2-án indult el.
Már az alapításkor és később is sokáig Zemlényi Attila szerkesztőtársa volt Kabai Lóránt a szépirodalmi rovat élén, majd a portál szerkesztésében is; Jenei László, a kritikai rovat vezetője;  Kishonthy Zsolt, a képzőművészeti rész és a grafikai megjelenés felelőse. A folyóirat indulásáról és a lapszámok megjelenéséről egy ideig rendszeresen írt a Litera és a Borsod Online, valamint ismertetések és interjúk jelentek meg többek között a Magyar Narancsban, a Szabad Földben, az Észak-Magyarországban, a MiNapban és a Képregény.net-en.
Az indulása utáni néhány évben a folyóirat látványos fejlődést produkált, amit a  szakmai és a tágabb olvasói érdeklődés növekedése is bizonyított. A kiadvány grafikai megjelenése is sikeresnek bizonyult. A nyomtatott folyóirat kéthavonta, később már csak háromhavonta jelent meg, de közben, 2013-ban megindult az online változata is. A portált akkor napi frissítésűnek tervezték és új rovatokkal élénkítették (Versmalom, Képregény). A nyomtatott lapból a portálra költözött a külföld irodalmi és kulturális eseményeit szemléző Kikötői hírek. A portál Dűlő című rovatába, mint egy mellékletbe, olyan anyagok kerülnek, amelyek súlya, mérete, tartalma miatt bizonyos önállóságot igényelnek.
A 2010-es években a lap gyakran küzdött súlyos anyagi gondokkal. „Évek óta tart az éheztetés az NKA részéről, látványosan csökkentett támogatási összegekkel, melyek révén a legtöbb lap csak komoly költségvetés-karcsúsítások révén tudott megmaradni, ha egyáltalán” – nyilatkozta pl. 2017-ben Kabai Lóránt, akkor még a lap egyik vezető szerkesztője. 2019-ben a szerkesztőség közleményben tudatta, hogy „A Műút a februári, már nyomdakész lapszámot nem tudja nyomdába adni”, mert az NKA támogatási pályázata késett, ugyanakkor a városi önkormányzat a támogatását 20%-kal csökkentette. Induláskor a lapot még évi 6 millió forinttal támogatta a város, ez az összeg az évek során 800 ezer forintra csökkent. 
2019-ben Zemlényi Attila megvált a folyóirattól. „Nyár óta nincs főszerkesztője a Műútnak, miután Zemlényi Attila költő lemondott a posztról” – írta a helyi napilap 2020 februárjában. A Szépmesterségek Alapítvány kuratóriumának elnöke, Kishonthy Zsolt akkor azt mondta, hogy főszerkesztő helyett „szerkesztőbizottság vezeti tovább a lapot”. 
A régi szerkesztőségből Jenei László képviseli a folyamatosságot, bár szavai szerint kb. 2017 óta „nincs igazán rálátásom a szépirodalmi és a kritikarovat napi rutinjára”.

## Rovatok, projektek

### Kikötői hírek
A Műút állandó világirodalmi szemléje, mely a hat világnyelv (angol, francia, német, olasz, orosz, spanyol) irodalmi történéseit naplózza. Anyagait 2007 decembere óta átveszi a Kitekintő[forrás?] külpolitikai portál is.

### Képregény
A kiadvány első számától kezdve helyet biztosít a képregénynek: képregényeket és képregényekről kritikákat közöl. Képregényes vonatkozású írásait rendszerint Dunai Tamás jegyzi, akinek képregényekről szóló cikkei többek között a Médiakutatónál és a Panel képregényes szaklapban is megjelentek. Kezdetben a publikált képregények között részletek, előközlések is voltak, de 2008-tól már csak elsőközlésű munkák jelentek meg. A lap képviseltette magát a 4. Magyar Képregény Fesztiválon és laza kapcsolatot ápolt a képregények közösségével: újabb számairól rendszeresen beszámolt a kepregeny.net, mely azonban 2013-ban megszűnt.

### Projektjei
A folyóirat szerkesztősége a lap megjelentetésén kívül rendszeresen közművelődési jellegű programokat is szervezett és könyvkiadással is foglalkozik.
Műút-napok címen tartott szokásos rendezvényein szakmai (irodalomelméleti-irodalomtudományos) konferenciákra, irodalmi felolvasóestekre és társművészeti találkozókra kerül sor. Az első Műút-napok rendezvény a Cinefest – Miskolci Nemzetközi Filmfesztivál keretein belül zajlott 2010. szeptember 17–18-án.
A Műút-könyvek című könyvsorozatát 2008-ban indította útjára, melynek keretében 2015-ig húsz önálló kötet jelent meg.
A Műút-nívódíjjal a szerkesztők szavazatai alapján a lapban megjelent legjobbnak ítélt műveket, illetve közleményeket díjazzák szépirodalom, kritika–esszé, művészeti írás és képzőművészet kategóriákban. A díj Varga Éva szobrászművész alkotása. Az első nívódíjakat 2010. szeptember 18-án adták át Miskolcon; a díjazottak: Bán Zoltán András (szépirodalom), Dunajcsik Mátyás (kritika–esszé), Perneczky Géza (művészeti írás), Seres László (képzőművészet).
A Műgond egy kritikai műhely, melyet a folyóirattal szorosan együttműködve alapított 16 fiatal kritikus és Jenei László, a lap kritika–esszé rovatának vezetője.